# Društvo klubskih dejavnosti Slovenske vojske
Društvo klubskih dejavnosti Slovenske vojske (kratica DKD SV) je krovno društvo, ki združuje vse klube, ki delujejo v Slovenski vojski. Društvo je bilo ustanovljeno 21. novembra 2000.
Za predsednika DKD SV je bil izbran Matjaž Dermastja. 

## Klubi Slovenske vojske
- Klub borilnih veščin Slovenske vojske
- vojaški radioamaterski Klub generala Maistra